# Чернов Олександр Володимирович
Олександр Володимирович Чернов (нар. 13 липня 2002, Сарни, Рівненська область, Україна) — український футболіст, правий півзахисник ФК «Оболонь» (Київ).

## Життєпис
Народився в Сарнах, Рівненська область. В юнацькому чемпіонаті Волинської та Рівненської області, а також ДЮФЛУ виступав за «Маяк» (Сарни), КОЛІФКС (Костопіль) та  «ВІК-Волинь» (Володимир-Волинський). У сезоні 2019/20 років був гравцем юнацької (U-19) команди «хрестоносців».
Напередодні старту сезону 2020/21 років переведений до «Волині-2». У футболці другої команди лучан дебютував 6 вересня 2020 року в переможному (3:1) домашньому поєдинку 1-го туру групи А Другої ліги України проти вінницької «Ниви». Олександр вийшов на поле в стартовому складі, а на 68-й хвилині його замінив Вадим Ольхович. Першим голом у дорослому футболі відзначився 8 травня 2021 року на 26-й хвилині нічийного (1:1) домашнього поєдинку 21=го туру групи А Другої ліги України проти львівських «Карпат». Чернов вийшов на поле в стартовому складі, а на 78-й хвилині його замінив Вадим Ольхович. У сезоні 2020/21 років зіграв 20 матчів (1 гол) у Другій лізі України. У футболці першої команд лучан дебютував 5 червня 2021 року в програному (0:2) виїзному поєдинку 29-го туру Першої ліги України проти франківського «Прикарпаття». Чернов вийшов на поле на 46-й хвилині, замінивши Євгена Протасова.